# کلمبیه
کلمبیه (به فرانسوی: Colombier) یک کمون در فرانسه است که در آلیه واقع شده‌است. کلمبیه ۱۲٫۹۲ کیلومتر مربع مساحت دارد و ۴۱۶ متر بالاتر از سطح دریا واقع شده‌است.